# Aquel año nuestro
Aquel año nuestro (en hangul, 그 해 우리는; romanización revisada, Geu Hae Urineun), es una serie de televisión surcoreana transmitida del 6 de diciembre de 2021 hasta el 25 de enero de 2022 a través de SBS TV. Internacionalmente la serie es transmitida por Netflix.

## Sinopsis
La serie es una historia de crecimiento juvenil que se desarrolla cuando una expareja que rompió con la promesa de "no volver a verse nunca más", se ven nuevamente cuando el documental que filmaron hace diez años en el instituto gana fama y popularidad, así como los complicados sentimientos que resurgen.
Aunque Choi Woong parece ser un hombre con un espíritu libre e inmaduro, saca a relucir su sinceridad cuando encuentra algo que quiere en la vida por primera vez. Mientras que el mayor objetivo en la vida de Kook Yeon-soo, era ocupar el primer lugar durante sus días escolares. Ahora está tratando de convertirse en adulta, mientras vive la vida con fiereza y se adapta a la realidad con una herida emocional.
Por otro lado, Kim Ji-woong es un director de documentales que ha vivido su vida como observador y que piensa que un director de documentales debe observar al mundo detrás de la cámara.
Finalmente, En Je-yi es una joven celebridad famosa conocida como "NJ" y con una apariencia atractiva, quien después de trabajar ferozmente como estrella, se da cuenta de que poco a poco está volviendo a su vida normal, por lo que comienza a prepararse.

## Reparto

### Personajes principales
- Choi Woo-shik como Choi Woong.[9]
  - Song Ha-hyun como Woong de pequeño - (Ep. 5, 7, 15-16).
  - Kim Ra-on como Woong de pequeño - (Ep. 9, 11-12).
- Kim Da-mi como Kook Yeon-soo, una experta en relaciones públicas realista y trabajadora.[10]
  - Oh Byul-ha como Yeon-soo de pequeña - (Ep. 14).
- Kim Sung-cheol como Kim Ji-woong, un director de documentales que vive su vida como un observador y que ha mantenido una perspectiva omnisciente durante la mayor parte de su vida, sin embargo esto cambia cuando produce el documental sobre Woong y Yeon-soo.
  - Kim Ji-hoon como Ji-woong de pequeño - (Ep. 5, 15-16).
- Noh Jung-eui como NJ, una ídolo top que se está preparando para el segundo acto de su vida. Es una joven famosa con una apariencia hermosa y habilidades increíbles. Cuando descubre las obras de Woong se interesa en ella y pronto siente curiosidad por él.[11][12]

### Personajes secundarios

#### Personas cercanas a Woong
- Ahn Dong-goo como Koo Eun-ho, el mánager y amigo de Woong.
- Park Won-sang como Choi Ho, el padre de Woong.[13]
- Seo Jung-yeon como Lee Yeon-ok, la madre de Woong.[14]
- Jung Kang-hee como Chang Shik, el dueño de una ferretería y amigo del vecindario de Ho.

#### Personas cercanas a Yeon-soo
- Park Jin-joo como Lee Sol-yi, la mejor amiga de Yeon-soo.
- Cha Mi-kyung como Kang Ja-kyung, la abuela de Yeon-soo.[15]

#### Personas cercanas a Ji-woong
- Cho Bok-rae como Park Dong-il, es el líder del equipo de la productora de documentales. Trabaja con Ji-woong y es el PD del documental original.
- Jeon Hye-won como Jung Chae-ran, una joven directora júnior que trabaja en los documentales Ji-woong.[16][17]
- Lee Seung-woo como Im Tae-hoon, un nuevo PD que se incorporó recientemente a la emisora. Es una persona entusiasta.
- Lee Sun-hee como Lee Min-kyung, una escritora de documentales que se une al equipo de Ji-woong.
- Park Mi-hyun como Jung Kyung-hoe, la madre de Ji-woong (Ep. 9-10, 15-16).

#### Personas cercanas a NJ
- Park Do-wook como Park Chi-sung, el mánager de NJ.
- Ahn Soo-bin como Ahn Mi-yeon, la estilista de NJ.

#### Empleados de RUN Company
- Huh Joon-seok como Bang Yi-hoon, es el presidente de la empresa RUN.
- Park Yeon-woo como Kim Myung-ho, es un miembro del equipo de planificación.
- Yoon Sang-jung como Ji Ye-in, es una miembro del equipo de planificación, una joven que a pesar de parecer descuidada es inteligente e ingeniosa.[18] Trabaja con Yeon-soo dentro del equipo de planificación.
- Cha Seung-yeop como Kang Ji-woon, es un interno del equipo de planificación.

### Otros personajes
- Seo Han-kyul como Kang Min-soo, la cita a ciegas de Yeon-soo (Ep. 1).
- Lee Seung-joon como un profesor (Ep. 1).
- Kim Jin-goo como un orador de la ceremonia de la escuela secundaria (Ep. 1).
- Lee Ji-wan como una compañera de clase de Yeon-soo (Ep. 6).
- Min Eung-shik como un maestro de arte (Ep. 6, 11).
- Moon Ha-yeon como una voluntaria del evento de caridad (Ep. 7).
- Lee Rang-seo como una voluntaria del evento de caridad (Ep. 7).
- Noh Sung-eun como un voluntario del evento de caridad (Ep. 7).
- Choi Sol-hee como una voluntaria del evento de caridad (Ep. 7).
- Lee Se-rang como una aldena (Ep. 8).
- Uhm Hye-soo como una miembro del club de fanes de Woong (Ep. 8).
- Park Sang-hyun como una clienta del restaurante (Ep. 10).
- Kim Bi-bi como Kang Yeon-joo (Ep. 11).
- Bae Bo-ram como una entrevistadora (Ep. 11).
- Jung Ae-hwa como una vendedora de Jujubes (Ep. 11).
- Kim Sung-yong como el dueño de Jjongjjong (Ep. 11).
- Kang Ro-chae como una entrevistadora (Ep. 13).
- Choi Yi-sun como un director (Ep. 14).
- Kim Na-eun como una niña que hace bullying en el patio de recreo (Ep. 14).
- Won Chun-kyu como un miembro del equipo (Ep. 15).
- Im Yoo-ran como una mujer terminando de cenar (Ep. 16).
- Kwak Na-yeon como una mujer terminando de cenar (Ep. 16).
- Noreen Joyce Guerra como una empleada de la oficina.

### Apariciones especiales
- Lee Joon-hyuk como Jang Do-yool, el líder del equipo de marketing (Ep. 1-2, 5-6, 16).
- Kwak Dong-yeon como Noo-ah, un artista (Ep. 4, 6, 15-16).
- Kim Joo-heon como él mismo (voz) (Ep. 12).
- Kang Ki-doong como Kim Jin-seop, el exnovio de Sol-yi (Ep. 14).

## Episodios
La serie se estrenó el 6 de diciembre de 2021 a través de la SBS TV. Estuvo conformada por dieciséis episodios todos los lunes y martes a las 22:00 (KST) hasta el 25 de enero de 2022.

### Índice de audiencia
Los números en color rojo indican las calificaciones más bajas, mientras que los números en azul indican las calificaciones más altas.
| Episodio | Título                                         | Fecha de emisión        | Participación promedio de audiencia (Nielsen Korea) | Participación promedio de audiencia (Nielsen Korea) |
| Episodio | Título                                         | Fecha de emisión        | Nacional                                            | Seúl                                                |
| -------- | ---------------------------------------------- | ----------------------- | --------------------------------------------------- | --------------------------------------------------- |
| 1        | "I Know What You Did Last Summer"              | 6 de diciembre de 2021  | 3.2% (28th)                                         | 3.4% (N/A)                                          |
| 2        | "1792 Days of Summer"                          | 7 de diciembre de 2021  | 2.6% (31st)                                         | NA                                                  |
| 3        | "10 Things I Hate About You"                   | 13 de diciembre de 2021 | 3.1% (28th)                                         | 3.8% (N/A)                                          |
| 4        | "The Boy, or the Girl, I Liked Then"           | 14 de diciembre de 2021 | 3.3% (23th)                                         | 3.6% (N/A)                                          |
| 5        | "A Secret That Can’t Be Told"                  | 20 de diciembre de 2021 | 3.7% (23th)                                         | 4.3% (19.ª)                                         |
| 6        | "Pride and Prejudice"                          | 21 de diciembre de 2021 | 4.0% (21st)                                         | 4.4% (19.ª)                                         |
| 7        | "Catch Me If You Can"                          | 27 de diciembre de 2021 | 3.7% (24th)                                         | 4.0% (N/A)                                          |
| 8        | "Before Sunset"                                | 28 de diciembre de 2021 | 4.3% (21st)                                         | 4.6% (19.ª)                                         |
| 9        | "Just Friends"                                 | 3 de enero de 2022      | 3.6% (25th)                                         | 3.8% (N/A)                                          |
| 10       | "Hello, My Soul Mate"                          | 4 de enero de 2022      | 4.3% (20.ª)                                         | 4.2% (20.ª)                                         |
| 11       | "Our Nights Are More Beautiful Than Your Days" | 10 de enero de 2022     | 4.2% (20.ª)                                         | 4.6% (18.ª)                                         |
| 12       | "Begin Again"                                  | 11 de enero de 2022     | 5.2% (18.ª)                                         | 5.5% (15.ª)                                         |
| 13       | "Love Actually"                                | 17 de enero de 2022     | 4.0% (22nd)                                         | 4.9% (19.ª)                                         |
| 14       | "Life Is Beautiful"                            | 18 de enero de 2022     | 4.1% (20.ª)                                         | 4.6% (17.ª)                                         |
| 15       | "Three Idiots"                                 | 24 de enero de 2022     | 4.2% (20.ª)                                         | 4.9% (17.ª)                                         |
| 16       | "Our Beloved Summer"                           | 25 de enero de 2022     | 5.3% (16.ª)                                         | 5.9% (11.ª)                                         |
| Promedio | Promedio                                       | Promedio                | 3.9%                                                | 4.1%                                                |

### Adaptaciones
En 2021 se lanzará a través de Naver Webtoon un webtoon basado en la serie, el cual será una precuela sobre los días de escuela secundaria de Choi Ung y Kuk Yeon-soo.

## Banda sonora
El OST de la serie está conformado por las siguientes canciones:

### Parte 1
| No. | Intérprete                | Canción          | Letra                     | Música                        | Duración |
| --- | ------------------------- | ---------------- | ------------------------- | ----------------------------- | -------- |
| 1   | Kwon Jung-yeol (de 10 cm) | "Drawer" (서랍)  | Nam Hyeseung y Janet Suhh | Nam Hyeseung y Jeon Jong-hyuk | 3:58     |
| 2   |                           | "Drawer" (Inst.) | -                         | -                             | 3:58     |

### Parte 2
| No. | Intérprete | Canción                                | Letra                        | Música                       | Duración |
| --- | ---------- | -------------------------------------- | ---------------------------- | ---------------------------- | -------- |
| 1   | Bibi       | "Maybe If" (우리가 헤어져야 했던 이유) | Nam Hyeseung y Kim Kyung-hee | Nam Hyeseung y Kim Kyung-hee | 3:30     |
| 2   |            | "Maybe If" (Inst.)                     | -                            | -                            | 3:30     |

### Parte 3
| No. | Intérprete   | Canción               | Letra                      | Música                     | Duración |
| --- | ------------ | --------------------- | -------------------------- | -------------------------- | -------- |
| 1   | Ha Sung-woon | "Squabble" (티격태격) | Nam Hyeseung y Park Jin-ho | Nam Hyeseung y Park Jin-ho | 3:25     |
| 2   |              | "Squabble" (Inst.)    | -                          | -                          | 3:25     |

### Parte 4
| No. | Intérprete   | Canción                    | Letra                        | Música                       | Duración |
| --- | ------------ | -------------------------- | ---------------------------- | ---------------------------- | -------- |
| 1   | Kim Na-young | "There for You" (이별후회) | Nam Hyeseung y Kim Kyung-hee | Nam Hyeseung y Kim Kyung-hee | 3:40     |
| 2   |              | "There for You" (Inst.)    | -                            | -                            | 3:40     |

### Parte 5
| No. | Intérprete | Canción                  | Letra                        | Música                       | Duración |
| --- | ---------- | ------------------------ | ---------------------------- | ---------------------------- | -------- |
| 1   | V (de BTS) | "Christmas Tree"         | Nam Hyeseung y Kim Kyung-hee | Nam Hyeseung y Kim Kyung-hee | 3:30     |
| 2   |            | "Christmas Tree" (Inst.) | -                            | -                            | 3:30     |

### Parte 6
| No. | Intérprete | Canción        | Letra                        | Música                       | Duración |
| --- | ---------- | -------------- | ---------------------------- | ---------------------------- | -------- |
| 1   | Janet Suhh | "Home" (집)    | Nam Hyeseung y Kim Kyung-hee | Nam Hyeseung y Kim Kyung-hee | 3:52     |
| 2   | Janet Suhh | "Why"          | Nam Hyeseung y Kim Kyung-hee | Nam Hyeseung y Kim Kyung-hee | 3:39     |
| 3   |            | "Home" (Inst.) | -                            | -                            | 3:52     |
| 4   |            | "Why" (Inst.)  | -                            | -                            | 3:39     |

### Parte 7
| No. | Intérprete     | Canción                      | Letra                      | Música                     | Duración |
| --- | -------------- | ---------------------------- | -------------------------- | -------------------------- | -------- |
| 1   | Lee Seung-yoon | "The Giving Tree" (언덕나무) | Nam Hyeseung y Park Jin-ho | Nam Hyeseung y Park Jin-ho | 4:11     |
| 2   |                | "The Giving Tree" (Inst.)    | -                          | -                          | 4:11     |

### Parte 8
| No. | Intérprete | Canción                | Letra                        | Música                       | Duración |
| --- | ---------- | ---------------------- | ---------------------------- | ---------------------------- | -------- |
| 1   | Sam Kim    | "Summer Rain" (여름비) | Nam Hyeseung y Kim Kyung-hee | Nam Hyeseung y Kim Kyung-hee | 3:21     |
| 2   |            | "Summer Rain" (Inst.)  | -                            | -                            | 3:21     |

### Parte 9
| No. | Intérprete                  | Canción                    | Letra                      | Música                     | Duración |
| --- | --------------------------- | -------------------------- | -------------------------- | -------------------------- | -------- |
| 1   | Yang Yo-seob (de Highlight) | "Even Now" (아직도 좋아해) | Nam Hyeseung y Park Jin-ho | Nam Hyeseung y Park Jin-ho | 4:12     |
| 2   |                             | "Even Now" (Inst.)         | -                          | -                          | 4:12     |

### Parte 10
| No. | Intérprete                        | Canción                                   | Letra          | Música         | Duración |
| --- | --------------------------------- | ----------------------------------------- | -------------- | -------------- | -------- |
| 1   | Jang Beom-june (de Busker Busker) | "I Will Make You Happy" (행복하게 해줄게) | Jang Beom-june | Jang Beom-june | 3:17     |
| 2   |                                   | "I Will Make You Happy" (Inst.)           | -              | -              | 3:17     |

### Parte 11
| N.º | Intérprete    | Canción                                                 | Letra         | Música                      | Duración |
| --- | ------------- | ------------------------------------------------------- | ------------- | --------------------------- | -------- |
| 1   | Kim Kyung-hee | "Our Beloved Summer"                                    | Kim Kyung-hee | Nam Hyeseung y Kim Kyunghee | 3:13     |
| 2   | Kim Kyung-hee | "Red String of Fate" (우리가 다시 만날 수 밖에 없는 이) | Kim Kyung-hee | Nam Hyeseung y Kim Kyunghee | 3:17     |
| 3   |               | "Our Beloved Summer" (Inst.)                            | -             | -                           | 3:13     |
| 4   |               | "Red String of Fate" (Inst.)                            | -             | -                           | 3:13     |

## Premios y nominaciones
| Año  | Categoría                                                          | Premio               | Nominado(a)               | Resultado |
| ---- | ------------------------------------------------------------------ | -------------------- | ------------------------- | --------- |
| 2021 | Director's Award                                                   | 2021 SBS Drama Award | Choi Woo-shik             | Ganó      |
| 2021 | Director's Award                                                   | 2021 SBS Drama Award | Kim Da-mi                 | Ganó      |
| 2021 | Top Excellence Award, Actor in a Miniseries Romance/Comedy Drama   | 2021 SBS Drama Award | Choi Woo-shik             | Nominado  |
| 2021 | Top Excellence Award, Actress in a Miniseries Romance/Comedy Drama | 2021 SBS Drama Award | Kim Da-mi                 | Nominada  |
| 2021 | Excellence Award, Actor in a Miniseries Romance/Comedy Drama       | 2021 SBS Drama Award | Kim Sung-cheol            | Nominado  |
| 2021 | Excellence Award, Actress in a Miniseries Romance/Comedy Drama     | 2021 SBS Drama Award | Park Jin-joo              | Nominada  |
| 2021 | Best Couple Award                                                  | 2021 SBS Drama Award | Choi Woo-shik y Kim Da-mi | Nominados |
| 2021 | Best New Actress                                                   | 2021 SBS Drama Award | Noh Jeong-eui             | Ganó      |

## Producción
El drama fue creada por Studio N y desarrollado por Studio S (de la SBS).
La dirección fue realizada Kim Yoon-jin (김윤진), mientras que el guion estuvo en manos de Lee Na-eun (이나은), también contó con ela poyo de las compañías de producción Studio N y Super Moon Pictures.
Las filmaciones comenzaron en julio del 2021, mientras que la primera lectura del guion fue realizada ese mismo año. La conferencia de prensa en línea fue realizada el 1 de diciembre del mismo año.

### Recepción
El 14 de diciembre de 2021, Good Data Corporation compartió su nueva clasificación de los dramas y miembros del elenco que generaron más revuelo durante la semana. Las listas se compilaron a partir del análisis de artículos de noticias, publicaciones de blogs, comunidades en línea, videos y publicaciones en redes sociales sobre los dramas que están actualmente al aire o que saldrán al aire próximamente. La serie ocupó nuevamente el puesto número 4 en la lista de dramas, más comentados de la semana. Mientras que los actores Kim Da-mi y Choi Woo-shik ocuparon los puestos 1 y 5 respectivamente dentro de los diez miembros del elenco más comentados de la semana.
El 22 de diciembre de 2021, Good Data Corporation compartió su nueva clasificación de los dramas y miembros del elenco que generaron más revuelo durante la semana. Las listas se compilaron a partir del análisis de artículos de noticias, publicaciones de blogs, comunidades en línea, videos y publicaciones en redes sociales sobre los dramas que están actualmente al aire o que saldrán al aire próximamente. La serie obtuvo el puesto número 5 en la lista de dramas, más comentados de la semana. Mientras que los actores Kim Da-mi y Choi Woo-shik ocuparon los puestos 3 y 5 respectivamente dentro de los diez miembros del elenco más comentados de la semana.
El 28 de diciembre de 2021, Good Data Corporation compartió su nueva clasificación de los dramas y miembros del elenco que generaron más revuelo durante la semana. Las listas se compilaron a partir del análisis de artículos de noticias, publicaciones de blogs, comunidades en línea, videos y publicaciones en redes sociales sobre los dramas que están actualmente al aire o que saldrán al aire próximamente. La serie nuevamente obtuvo el puesto número 3 en la lista de dramas, más comentados de la semana. Mientras que los actores Kim Da-mi y Choi Woo-shik ocuparon los puestos 3 y 4 respectivamente dentro de los diez miembros del elenco más comentados de la semana.
El 4 de enero de 2022, Good Data Corporation compartió su nueva clasificación de los dramas y miembros del elenco que generaron más revuelo durante la semana. Las listas se compilaron a partir del análisis de artículos de noticias, publicaciones de blogs, comunidades en línea, videos y publicaciones en redes sociales sobre los dramas que están actualmente al aire o que saldrán al aire próximamente. La serie obtuvo el puesto número 2 en la lista de dramas, más comentados de la semana. Mientras que los actores Kim Da-mi y Choi Woo-shik ocuparon nuevamente los puestos 3 y 4 respectivamente dentro de los diez miembros del elenco más comentados de la semana.
El 11 de enero de 2022, Good Data Corporation compartió su nueva clasificación de los dramas y miembros del elenco que generaron más revuelo durante la semana. Las listas se compilaron a partir del análisis de artículos de noticias, publicaciones de blogs, comunidades en línea, videos y publicaciones en redes sociales sobre los dramas que están actualmente al aire o que saldrán al aire próximamente. La serie obtuvo el puesto número 1 en la lista de dramas, más comentados de la semana. Mientras que los actores Kim Da-mi y Choi Woo-shik ocuparon los puestos 1 y 2 respectivamente dentro de los diez miembros del elenco más comentados de la semana.
El 18 de enero de 2022, Good Data Corporation compartió su nueva clasificación de los dramas y miembros del elenco que generaron más revuelo durante la semana. Las listas se compilaron a partir del análisis de artículos de noticias, publicaciones de blogs, comunidades en línea, videos y publicaciones en redes sociales sobre los dramas que están actualmente al aire o que saldrán al aire próximamente. La serie obtuvo el puesto número 1 en la lista de dramas, más comentados de la semana. Mientras que los actores Choi Woo-shik y Kim Da-mi ocuparon los puestos 1 y 2 respectivamente dentro de los diez miembros del elenco más comentados de la semana.
El 25 de enero de 2022, Good Data Corporation compartió su nueva clasificación de los dramas y miembros del elenco que generaron más revuelo durante la semana. Las listas se compilaron a partir del análisis de artículos de noticias, publicaciones de blogs, comunidades en línea, videos y publicaciones en redes sociales sobre los dramas que están actualmente al aire o que saldrán al aire próximamente. La serie obtuvo el puesto número 2 en la lista de dramas, más comentados de la semana. Mientras que los actores Kim Da-mi y Choi Woo-shik ocuparon los puestos 1 y 3 respectivamente dentro de los diez miembros del elenco más comentados de la semana.
El 4 de febrero de 2022, Good Data Corporation compartió su nueva clasificación de los dramas y miembros del elenco que generaron más revuelo durante la semana. Las listas se compilaron a partir del análisis de artículos de noticias, publicaciones de blogs, comunidades en línea, videos y publicaciones en redes sociales sobre los dramas que están actualmente al aire o que saldrán al aire próximamente. La serie obtuvo el puesto número 1 en la lista de dramas, más comentados de la semana. Mientras que los actores Kim Da-mi y Choi Woo-shik ocuparon los puestos 1 y 2 respectivamente dentro de los diez miembros del elenco más comentados de la semana.